# The Devil in Miss Jones
The Devil in Miss Jones (br: O Diabo na Carne de Miss Jones; pt: O Diabo na Senhora Jones) é um filme pornográfico americano de 1973 dirigido por Gerard Damiano, considerado um clássico assim como Deep Throat (br: Garganta Profunda / pt: Garganta Funda), lançado em 1973.
Teve várias continuações: The Devil in Miss Jones 2 (1982); The Devil in Miss Jones 3: A New Beginning (1986); The Devil in Miss Jones 4: The Final Outrage (1986); The Devil in Miss Jones 5: The Inferno (1995); The Devil in Miss Jones 6 (1999) e The New Devil in Miss Jones (2005).

## Sinopse
Uma mulher de meia idade ainda virgem suicida-se e quando julgada no inferno, implora para poder realizar nele, seus desejos coibidos na Terra.

## Elenco
- Georgina Spelvin - Justine Jones
- John Clemens - Abaca
- Harry Reems - Professor
- Marc Stevens
- Levi Richards - Rick Livermore
- Judith Hamilton - Clair Lumiere
- Erica Havens - Sue Flaken entre outros